# JLC
JLC är en svensk humorgrupp som grundades 5 januari 2017. Gruppen består av Jonas Fagerström, Lucas Simonsson och Carl Déman. Namnet JLC kommer från respektive medlems första bokstav i förnamnet. Tillsammans driver de framför allt en av Sveriges största Youtubekanaler, men även en podd. De har återkommande listats som mäktigast på svenska sociala medier.

## Bakgrund
Lucas Simonsson, Carl Déman och Jonas Fagerström hade var för sig framgångsrika karriärer som komiker på sina respektive kanaler. Jonas och Carl startade sommaren 2016 kanalen Jonas och Carl. Under ett turnéstopp i Norrköping samma sommar träffades de tre för första gången. Några veckor efter trions första möte hörde Carl Déman av sig och föreslog att de tre skulle göra en video ihop, vilket de senare gjorde. Sketcherna blev fler och fler och under hösten 2016 vann trion Årets Facebook i den tillfälliga galan Big Buzz Awards, för sina sketcher. Kort därefter beslutade sig de tre att starta en Youtube-kanal. 

## JLC
Den 2 januari 2017 lanserade trion det nya namnet och Youtube-kanalen JLC. Tre dagar senare, den 5 januari, släpptes den första videon. Efter fyra månader nådde kanalen 100 000 prenumeranter och på Youtube-galan Guldtuben fick JLC samma år priset Årets Stjärnskott.
I juli 2018 startade gruppen också en gemensam podd, Mellan himmel och jord, som sedan 2022 är en betalpodd. 2020 gjorde gruppen en "livepodd" och gav sig ut på turné.
JLC har under åren släppt flera låtar. Deras hittills mest kända singel är sommarplågan Sommar sommar sol, med miljontals spelningar både på Youtube och Spotify.
Hösten 2020 offentliggjordes att JLC, tillsammans med skådespelaren Christoffer Nordenrot, spelar huvudrollerna i komediserien Pappas pojkar. Serien hade premiär den 6 december 2020 på Discovery+, och slog tittarrekord. I februari 2021 blev det officiellt med en andra säsong.
I oktober 2020 hamnade JLC överst på Medieakademins årliga Maktbarometer och tre år senare, 2023, toppade de Maktbarometern än en gång.

## JLC-guldet
I ett hus som Simonsson och Déman köpte 2023 har två hantverkare påträffat en skatt av guld och platina värd drygt 7,3 miljoner kronor. Tvisten mellan säljaren, Simonsson och Déman och hantverkarna ska avgöras i Göteborgs tingsrätt.

## Diskografi
Singlar och EP
- 2017 – Sommar sommar sol
- 2017 – Borta bra men hemma fest
- 2018 – Hela vägen hem
- 2019 – Friendzoned (feat. Robin Bengtsson)

## Priser och utmärkelser
| År   | Pris           | Kategori          | Resultat |
| ---- | -------------- | ----------------- | -------- |
| 2017 | Guldtuben      | Årets Stjärnskott | Vann     |
| 2018 | Maktbarometern | Totallistan       | Plats 4  |
| 2019 | Heyou Awards   | Årets humor       | Vann     |
| 2019 | Maktbarometern | Totallistan       | Plats 3  |
| 2020 | Maktbarometern | Totallistan       | Plats 1  |
| 2021 | Maktbarometern | Totallistan       | Plats 3  |
| 2022 | Maktbarometern | Totallistan       | Plats 3  |
| 2023 | Maktbarometern | Totallistan       | Plats 1  |